# Têtes raides
Têtes raides est un groupe de rock français, originaire de la banlieue parisienne, formé en 1984. Il mélange la musique de cirque moderne, la poésie, la peinture et le théâtre.

## Biographie

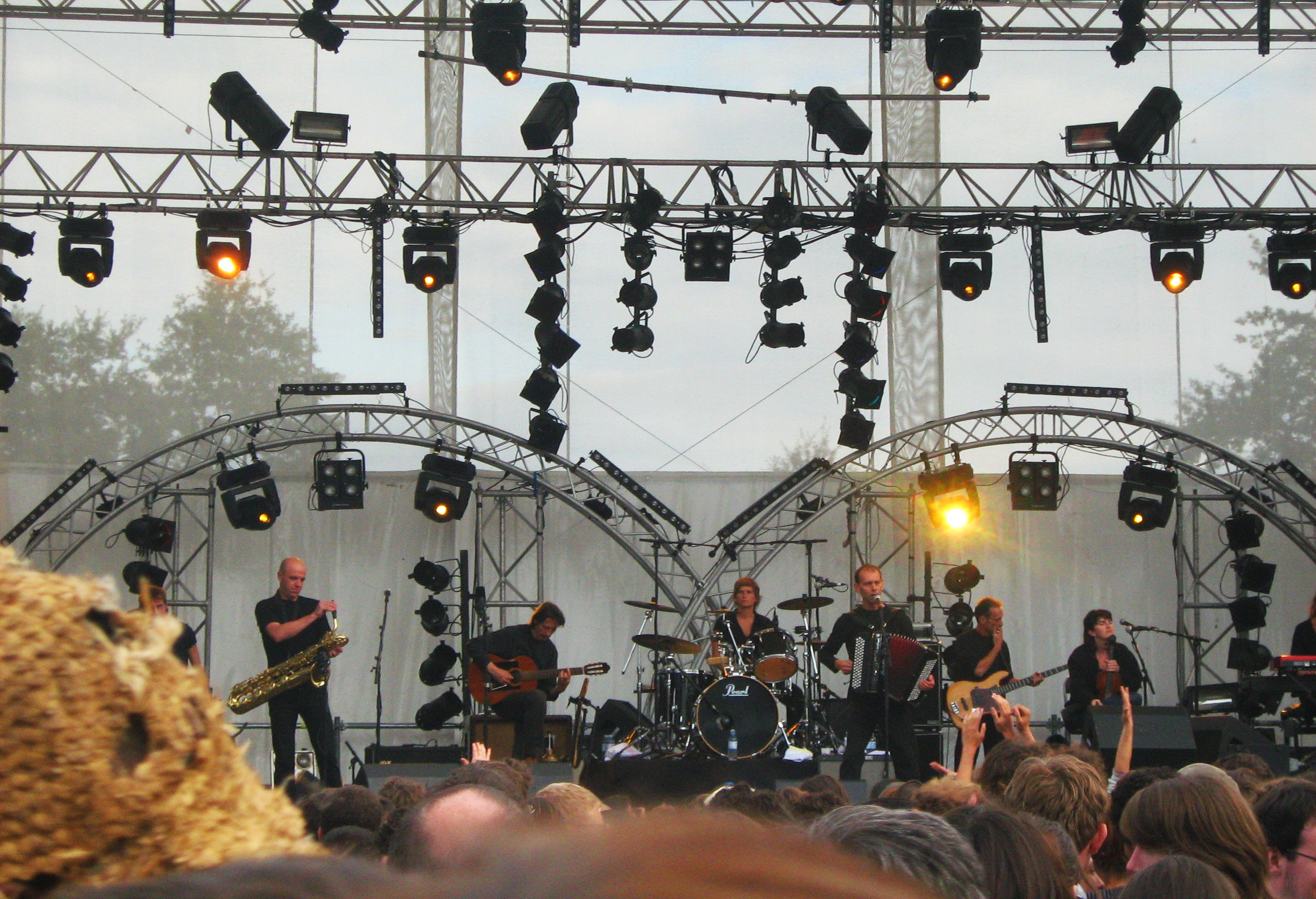
Têtes Raides en concert au Festival de St Nolff en 2008.

Le groupe est formé en 1984 en banlieue parisienne, sous le nom de Red Ted. Il prend le nom de Têtes Raides en 1987, même si les tout premiers disques du groupe affichent les deux noms. À l'origine, le groupe est plutôt électrique, influencé par la scène punk. L'arrivée d'Anne-Gaëlle Bisquay, violoncelliste de formation classique, sur le troisième album, Les Oiseaux, marque un tournant dans l'univers musical du groupe. Le groupe sillonne la France et donne plus de 200 concerts par an dans des salles bien remplies.
Depuis longtemps engagés politiquement, les Têtes Raides lancent, au lendemain du 21 avril 2002, avec divers mouvements politiques, syndicaux, sociaux et artistiques : Avis de K.O. Social, d'abord en réaction à la présence du Front national au second tour des élections présidentielles.

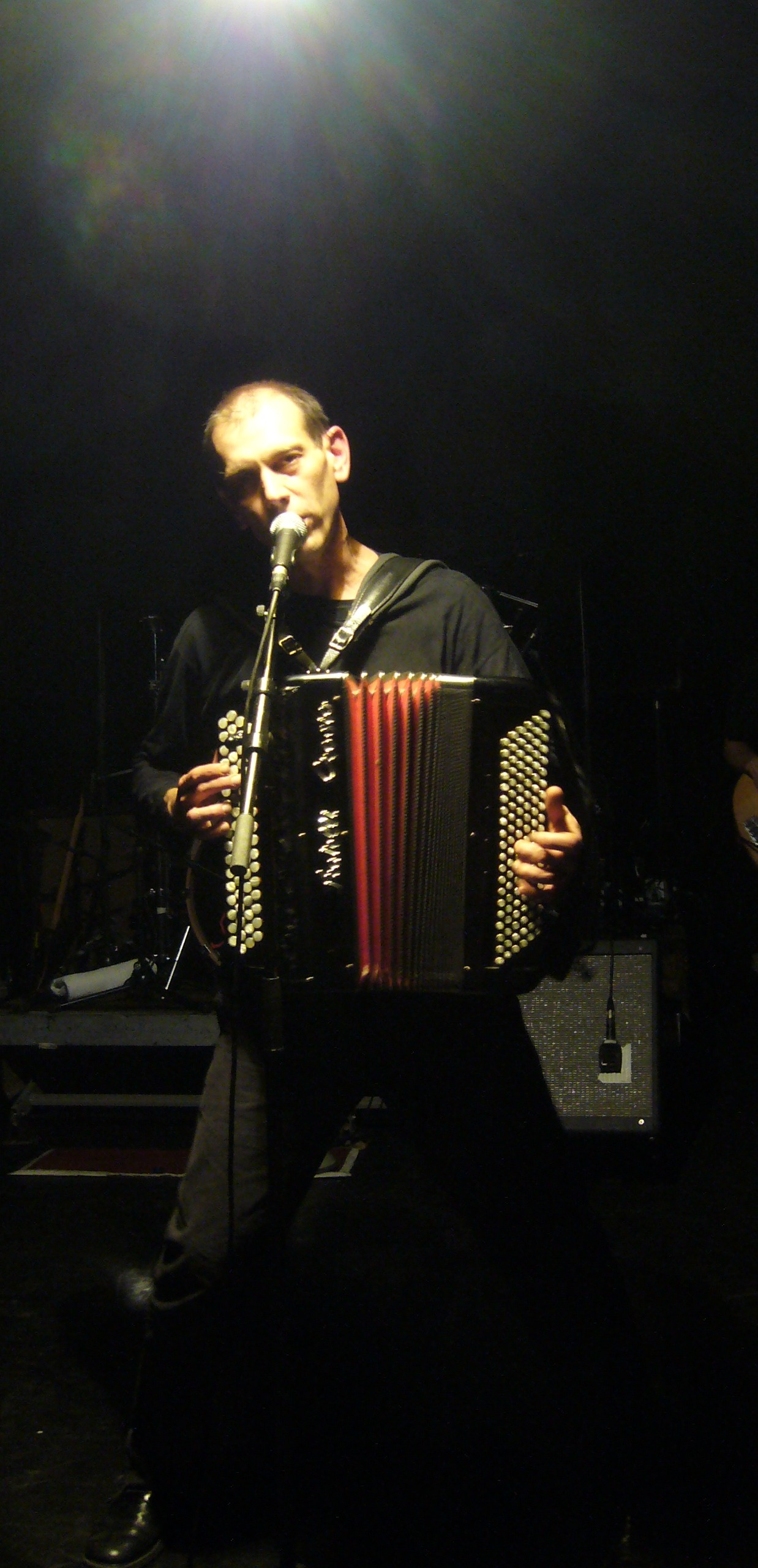
Moment clef de chaque concert lorsque la scène n'est éclairée que par une lampe à incandescence qui se balance (chanson Ginette).

En 2007, à la fin de la tournée Fragile, Jean-Luc Millot quitte les Têtes Raides et reforme son ancien groupe, Les Parasites. Il est remplacé à la batterie par Caroline Geryl pour l'album Banco (sorti fin 2007) et la tournée qui suit.
En janvier 2011 sort l'album L'an demain contenant le single Emma un duo avec Jeanne Moreau. Sorti le 19 février 2014, l'album Les Terriens marque un tournant dans l'histoire du groupe[réf. nécessaire]. Les musiciens ne sont plus les mêmes : Grégoire Simon, Anne-Gaëlle Bisquay et Pierre Gauthé sont absents. La musique est également différente ; la mélodie est souvent appuyée par des guitares qui créent des atmosphères différentes.
En 2020, le groupe effectue son retour avec la réédition de la discographie complète, un album compilation accompagnant la célébration des « 30 ans de Ginette » et un nouvel album. Le groupe se reforme également pour une tournée, dont une partie des dates est annulée à cause de la pandémie de Covid-19. Le groupe est à nouveau remanié, pour ressembler à ce qu'il était au début des années 2000, avec le retour de Grégoire Simon, Pierre Gauthé, Pascal Olivier, Anne-Gaëlle Bisquay et Jean-Luc Millot. Le 25 juin 2021, il sort un nouveau single : Je ne veux pas. Une programmation de concert en septembre 2021 à l'Olympia est annoncée.

## Les Chats Pelés
Les Chats Pelés est un collectif d'artistes formé en 1985 par Lionel Le Néouanic, Youri Molotov, Benoît Morel et Christian Olivier lorsqu'ils étaient étudiants à l'école Estienne. Ils ont entre autres réalisé toutes les pochettes d'album de Têtes Raides. Depuis 1998, le groupe ne comprend plus que Christian Olivier et Lionel Le Néouanic.

## Discographie

### Albums studio
- 1988 : C'est quoi ? (45 tours - 4 titres)
- 1989 : La Galette molle (45 tours - 3 titres)
- 1989 : Not dead but bien raides
- 1990 : Mange tes morts
- 1992 : Les Oiseaux
- 1993 : Fleur de yeux
- 1996 : Le Bout du toit
- 1998 : Chamboultou
- 2000 : Gratte poil
- 2003 : Qu'est-ce qu'on s'fait chier !
- 2005 : Fragile
- 2007 : Banco - inclut la lecture de Notre besoin de consolation est impossible à rassasier, de Stig Dagerman
- 2011 : L'An demain
- 2011 : Les Artistes
- 2013 : Corps de mots
- 2014 : Les Terriens
- 2021 : Bing Bang Boum

### Albums live
- 1997 : Viens !
- 1999 : NON (quinzaine de minutes d'extraits du spectacle Non de janvier-février 1999)
- 2004 : 28.05.04

### Compilations
- 2000 : 10 ans de Têtes Raides
- 2006 : Aïe
- 2008 : 20 ans de Ginette (compilation + raretés, inédits et DVD concert 2006)
- 2020 : 30 ans de Ginette

### Participations
- 1993 : participation au disque Pour Cuba au profit des hôpitaux de Cuba avec le titre Merry Go Round
- 1998 : participation au disque Aux suivants en hommage à Jacques Brel avec le titre Les Vieux
- 1999 : participation au disque Black session de Yann Tiersen avec les titres live La Noyée et Ginette
- 2001 : participation au disque Les Oiseaux de passage en hommage à Georges Brassens avec le titre Pauvre Martin
- 2001 : participation au disque L'Absente de Yann Tiersen avec les titres Le Jour d'avant, La Lettre d'explication et L'autre lettre
- 2002 : participation au disque C'était ici de Yann Tiersen avec les titres live Le Jour d'avant et La Noyée II
- 2005 : participation au disque Les Animals de Mano Solo avec le titre Botzaris
- 2005 : participation au disque Tôt ou Tard duos avec  Fabulous Trobadors et Bombes 2 Bal avec les titres Méfie-Toi et À L'Ostal
- 2006 : participation au disque Tribute to Arno en hommage à Arno avec le titre Elle adore le Noir
- 2006 : participation au disque Puzzle avec le titre Lotus
- 2014 : participation au disque Vous m'emmerdez ! des Ogres de Barback avec le titre Crache

### Collaborations
Les artistes Jean Corti (accordéoniste de Jacques Brel) et Yann Tiersen ont régulièrement collaboré avec les Têtes Raides. On peut aussi noter le duo l'Iditenté avec Noir Désir sur l'album Gratte poil. Christine Ott a participé à l'album Qu'est ce qu'on se fait chier et à la tournée qui a suivi avec ses ondes Martenot.
- Anne-Gaëlle Bisquay apparaît sur les albums La marmaille nue (1993), Les Années sombres (1995), Je sais pas trop (1997) de Mano Solo.
- Serge Bégout et Jean-Luc Millot apparaissent sur l'album Couka de Jean Corti (2001).
- Christian Olivier apparaît sur l'album Tékitoi de Rachid Taha (2004).
- Serge Bégout apparaît sur les albums Faites entrer (2003) et À la récré (2009) du groupe Weepers Circus.
- Grégoire Simon et Serge Bégout apparaissent sur l'album Comme s'il en pleuvait de Semtazone (2005).
- Christian Olivier apparaît sur l'album La Femme chocolat d'Olivia Ruiz (2005).
- Christian Olivier, Anne-Gaëlle Bisquay d'une part et les Têtes Raides d'autre part apparaissent sur l'album Versatile de Jean Corti (2007).
- Christian Olivier, Grégoire Simon et Serge Bégout apparaissent dans une collaboration avec Mell sur l'album Tous ces mots terribles en hommage à François Béranger (2008).
- Anne-Gaëlle Bisquay apparaît sur l'album Solitudes Nomades de Christine Ott (2009).
- Christian Olivier apparait dans l'édition 2009 de la Nouvelle Star, dans un documentaire sur Soan, puis sur ses deux albums.
- Grégoire Simon apparaît sur l'album Il est temps du groupe Tournelune (2010) et sur quatre titres de l'album Cinéma du groupe bourguignon Rive Gauche (2019).

## Vidéographie
- 2003 : Têtes Raides aux Bouffes du Nord (live filmé en 2002).
- 2008 : Trash live au Bataclan (live filmé en novembre 2006), qu'on retrouve au sein de la compilation 20 ans de Ginette.
- 2013 : Corps de mots : live du spectacle Corps de mots enregistré les 14 et 15 décembre 2012 aux Bouffes du Nord.

## Nomination
- Victoires de la musique : Album pop, rock de l'année (2004)[réf. nécessaire]

## Membres

### Membres actuels

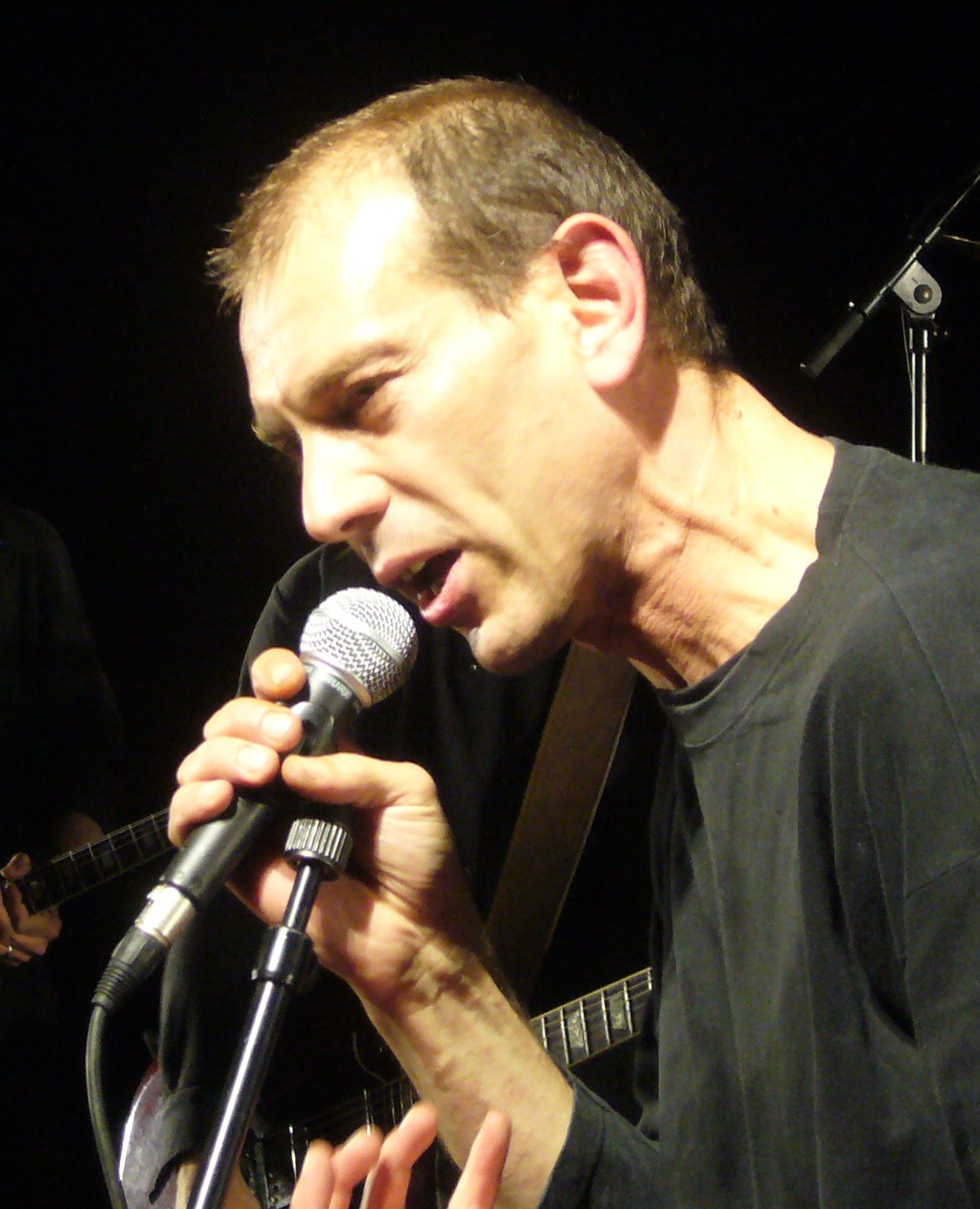
Christian Olivier.

- Christian Olivier — chant, accordéon, guitares, graphisme, saxophone, percussions
- Serge Bégout — guitares, banjo, saxophone baryton, clarinette, percussions, trompette, cornet, piano
- Anne-Gaëlle Bisquay — violoncelle, violon, contrebasse, basse, chant, flûte, clarinette, mélodica (1992-2014, retour en 2020)
- Edith Bégout (« la p'tite dernière », sœur de Serge) : tuba, trompette, trombone, piano, claviers, percussions, orgue (1984-2007, retour en 2020)
- Grégoire Simon (dit « Iso ») — saxophones, flûtes, accordéon, percussions, chant (1984-2014, retour en 2020)
- Jean-Luc Millot (dit « Lulu ») — batterie, chant, trombone, guitare (1984-2007, retour en 2020)
- Pierre Gauthé (dit « Kropol » et ancien de Mano Negra) — trombone, guitare, trompette (présent dans les années 80 avant de rejoindre la Mano Negra jusqu'à sa dissolution en 1994, pour revenir de 2005 à 2014, et revenir à nouveau en 2020)
- Pascal Olivier (dit « Cali », frère de Christian) — basse, contrebasse, hélicon, tuba, flûte, chant (1984-2007, retour en 2020[7])

### Anciens membres
- Caroline Geryl — batterie, chant (2007)
- Scott Taylor — accordéon, piano, trombone, trompette (1984-1997)
- Pierre-Alain Josse (dit « Hallu ») — batterie, chant (1984-1990)
- Jeanne Robert — violon (2011-2014)
- Eric Delbouys — batterie (2010-2020)
- Antoine Pozzo Di Borgo (dit « Fufaan ») — basse, contrebasse, trompette (2010-2020)
- Mick Ravassat — guitares (2014-2020)
- Roch Havet — claviers (2014-2020)

### Musiciens additionnels
- Christine Ott — ondes Martenot
- Yann Tiersen — violon, accordéon
- Jean Corti — accordéon
- Hakim Hamadouche — oud